# Pools curlingteam (gemengd)
Het Poolse curlingteam vertegenwoordigt Polen in internationale curlingwedstrijden.

## Geschiedenis
Polen nam voor het eerst deel aan een internationaal toernooi voor gemengde landenteams tijdens de openingseditie van het Europees kampioenschap in het Andorrese Canillo. Het bereikte de play-offs niet. Het beste resultaat werd geboekt in 2006, een gedeeld elfde plaats.
Na de tiende editie van het EK werd beslist het toernooi te laten uitdoven en te vervangen door een nieuw gecreëerd wereldkampioenschap voor gemengde landenteams. Dat lag de Polen een stuk beter. De eerste editie vond in 2015 plaats in het Zwitserse Bern. Polen werd vijftiende. Maar in drie van de volgende edities haalde het team de play-offs wel. Ze verloren echter steeds de eerste wedstrijd van de play-offs. Drie maal een gedeeld negende plaats dus. Het beste resultaat werd behaald in 2024, de kwartfinale. Een gedeeld vijfde plaats

## Polen op het wereldkampioenschap
| Jaar | Plaats        | Skip                 | WG            | W             | V             | PV            | PT            |
| ---- | ------------- | -------------------- | ------------- | ------------- | ------------- | ------------- | ------------- |
| 2015 | 15            | Marta Szeliga-Frynia | 8             | 4             | 4             | 40            | 39            |
| 2016 | 9             | Andrzej Augustyniak  | 7             | 4             | 3             | 35            | 32            |
| 2017 | 9             | Andrzej Augustyniak  | 7             | 4             | 3             | 34            | 30            |
| 2018 | 29            | Michal Janowski      | 8             | 2             | 6             | 46            | 47            |
| 2019 | 9             | Bartosz Dzikowski    | 8             | 5             | 3             | 57            | 27            |
| 2022 | Geen deelname | Geen deelname        | Geen deelname | Geen deelname | Geen deelname | Geen deelname | Geen deelname |
| 2023 | 17            | Andrzej Augustyniak  | 8             | 4             | 4             | 44            | 41            |
| 2024 | 5             | Boris Jasiecki       | 9             | 7             | 2             | 76            | 34            |

## Polen op het Europees kampioenschap
| Jaar | Plaats        | Skip                 | WG            | W             | V             | PV            | PT            |
| ---- | ------------- | -------------------- | ------------- | ------------- | ------------- | ------------- | ------------- |
| 2005 | 14            | Arkadiusz Detyniecki | 5             | 2             | 3             | 34            | 40            |
| 2006 | 11            | Arkadiusz Detyniecki | 5             | 2             | 3             | 30            | 27            |
| 2007 | 22            | Rafal Janowski       | 5             | 1             | 4             | 20            | 43            |
| 2008 | 19            | Marta Szeliga-Frynia | 7             | 1             | 6             | 28            | 42            |
| 2009 | 19            | Rymwid Blaszcak      | 7             | 1             | 6             | ?             | ?             |
| 2010 | Geen deelname | Geen deelname        | Geen deelname | Geen deelname | Geen deelname | Geen deelname | Geen deelname |
| 2011 | Geen deelname | Geen deelname        | Geen deelname | Geen deelname | Geen deelname | Geen deelname | Geen deelname |
| 2012 | Geen deelname | Geen deelname        | Geen deelname | Geen deelname | Geen deelname | Geen deelname | Geen deelname |
| 2013 | 21            | Aneta Lipińska       | 8             | 2             | 6             | 29            | 54            |
| 2014 | Geen deelname | Geen deelname        | Geen deelname | Geen deelname | Geen deelname | Geen deelname | Geen deelname |